# Batuhan Karadeniz
Batuhan Karadeniz (ur. 24 kwietnia 1991 w Stambule) – turecki piłkarz występujący na pozycji napastnika w Tuzlasporze.

## Kariera klubowa
Karadeniz, zanim latem 2013 roku trafił do Trabzonsporu, występował jedynie w dwóch klubach − Beşiktaş JK i Eskişehirspor, czterokrotnie w tym czasie zmieniając barwy klubowe.

## Kariera reprezentacyjna
W reprezentacji Turcji zadebiutował 11 października 2008 roku w meczu eliminacji mistrzostw świata przeciwko Bośni i Hercegowiny. Na boisku przebywał do 39 minuty.
| Mecze i gole w reprezentacji | Mecze i gole w reprezentacji | Mecze i gole w reprezentacji | Mecze i gole w reprezentacji | Mecze i gole w reprezentacji | Mecze i gole w reprezentacji | Mecze i gole w reprezentacji |
| 2008                         | 2008                         | 2008                         | 2008                         | 2008                         | 2008                         | 2008                         |
| ---------------------------- | ---------------------------- | ---------------------------- | ---------------------------- | ---------------------------- | ---------------------------- | ---------------------------- |
| 1.                           | 11.10.2008                   | Stambuł, Turcja              | Bośnia i Hercegowina         | 2:1                          | 0                            | El. MŚ 2010                  |
| 2009                         |                              |                              |                              |                              |                              |                              |
| 2.                           | 01.04.2009                   | Stambuł, Turcja              | Hiszpania                    | 1:2                          | 0                            | El. MŚ 2010                  |

## Sukcesy
Besiktas
- Mistrzostwo Turcji: 2009
- Puchar Turcji: 2009